# 3Deep
 (juin 2014).
Si vous disposez d'ouvrages ou d'articles de référence ou si vous connaissez des sites web de qualité traitant du thème abordé ici, merci de compléter l'article en donnant les références utiles à sa vérifiabilité et en les liant à la section « Notes et références ».
3Deep était un boys band composé de Joshua Morrow, d'Eddie Cibrian et du chanteur canadien CJ Huyer.
Leur succès était  principalement limité au Canada, en Europe et en Asie. Leur Label disque n'a pas distribué leur premier album aux États-Unis.
Leur premier album "Yes yes yes … no no no " a été réalisé en 1999 et fut un de leurs plus grands succès. Le single "Into You" (visible sur youtube) était même dans le top 10 des chansons au Canada. Leur second album "Can't Get Over You" est sorti en 2001. Plusieurs artistes ont collaboré avec eux; Michie Mee sur un morceau de leur troisième album et avec Howie Dorough dans le deuxième.
Bien que 3deep était largement inconnu aux États-Unis (en dépit du succès de Cibrian et Morrow comme acteurs), ils étaient un boys band connu au Canada avec une considérable popularité auprès des jeunes femmes. Au moment de la sortie de leur premier album, Cibrian et Morrow avaient déjà beaucoup de succès aux États-Unis grâce à leur rôle d'acteurs. 
Durant leur temps, ils ont été invités à plusieurs festivals.